# Aderus feai
Aderus feai is een keversoort uit de familie schijnsnoerhalskevers (Aderidae). De wetenschappelijke naam van de soort werd in 1906 gepubliceerd door Maurice Pic.